# 166. peruť (Izrael)
166. peruť (hebrejsky טייסת 166‎) Izraelského vojenského letectva, také známá jako Peruť Jisker, je jednotkou vybavenou bezpilotními letouny Elbit Hermes 450 operující ze základny Palmachim.